# Mohammed Al-Deayea

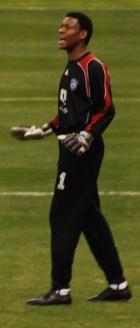
Mohammed Al-Deayea (2010)

Mohamed Al-Deayea (Arabisch: محمد الدعيع) (Thabuk, 2 augustus 1972) is een Saoedisch voormalig voetballer die als doelman speelde. Hij kwam van 1991 tot en met 1999 uit voor Al-Ta'ee en vervolgens van 1999 tot en met 2010 voor Al-Hilal, beide uit Saoedi-Arabië. Al-Deayea was van 1990 tot en met 2006 international in het Saoedi-Arabisch voetbalelftal, waarvoor hij 178 wedstrijden speelde, onder meer op het WK 1994, WK 1998, WK 2002 en WK 2006.
Al-Deayea begon met sporten als handbalspeler, maar onder grote druk van onder andere zijn voetballende broer Abdullah werd hij voetballer. Hij maakte op de Aziatische Spelen van 1990 zijn interlanddebuut, tegen Bangladesh. In 1998 won hij met zijn land de Aziatische Spelen van 1998 na strafschoppen.